# Конкино (Забайкальский край)
Конкино — село в Красночикойском районе Забайкальского края России. Административный центр и единственный населённый пункт сельского поселения «Конкинское».

## География
Село находится в юго-западной части района, на правом берегу реки Катанцы, на расстоянии примерно 76 километров (по прямой) к юго-западу от села Красный Чикой. Абсолютная высота — 743 метра над уровнем моря.
Климат
Климат характеризуется как резко континентальный. Средняя температура самого тёплого месяца (июля) составляет 14 — 16 °С (абсолютный максимум — 36 °С). Средняя температура самого холодного месяца (января) — −22 — −26 °С (абсолютный минимум — −53 °С). Годовое количество осадков — 350—500 мм.
Часовой пояс
Село Конкино находится в часовой зоне МСК+6. Смещение применяемого времени относительно UTC составляет +9:00.

## Население
| 1926 | 2002 | 2010 | 2013 | 2014 | 2015 | 2016 |
| ---- | ---- | ---- | ---- | ---- | ---- | ---- |
| 34   | ↗357 | ↘260 | ↗261 | ↘257 | ↘246 | ↘239 |
| 2017 | 2018 | 2019 | 2020 | 2021 |      |      |
| ↘226 | ↘221 | ↘211 | ↘207 | ↗225 |      |      |

Половой состав
По данным Всероссийской переписи населения 2010 года в гендерной структуре населения мужчины составляли 50 %, женщины — соответственно также 50 %.
Национальный состав
Согласно результатам переписи 2002 года, в национальной структуре населения русские составляли 100 % из 357 чел.

## Инфраструктура
В селе функционируют основная общеобразовательная школа, сельский клуб, библиотека и фельдшерско-акушерский пункт.

## Улицы
Уличная сеть села состоит из пяти улиц.